# Dreiländereck (bei Sankt Anna am Aigen)
Koordinaten: 46° 50′ 7,7″ N, 15° 59′ 46″ O
Das Dreiländereck bei Sankt Anna am Aigen, Neuhaus am Klausenbach und Rogašovci, auch Maria-Theresien-Stein genannt, ist der Grenzpunkt Burgenland–Steiermark–Slowenien.

## Lage
Die Stätte befindet sich beim steirischen Ort Sichauf, südlich des am Hügelgipfel gelegenen Ortes in der Einsattelung zum Rotterberg (slowenisch Kefašev breg, 408 m ü. A./m. i. J.). Sie liegt auf 343 m. Östlich liegt das burgenländische Kalch (ungarisch Mészvölgy), südlich das slowenische Ocinje (deutsch Guizenhof, ungarisch Gedöudvar).
Hier steht der Grenzstein Oe/RS I 277-01, ein historischer Naturstein, der Maria-Theresien-Stein. Tatsächlich ist nicht dieser das präzise Dreiländereck, er markiert die burgenländisch-slowenische Grenze, sondern der unweit etwa 40 Meter nordwestlich oberhalb stehende Stein Oe/RS II 1, ein weiß getünchter Steinquader, die eigentliche Dreiländerecke.
Die steirisch-burgenländische Grenze verläuft von der obersten Kutschenitza kurz vor Sankt Anna von Südwest nach Nordost über den Riedel hinüber an die obere Lendva (Limbach, Ledava) oberhalb von Kalch und den Roberbach hinauf, die Staatsgrenze vom Dreiländereck Richtung Ost über den Rotterberg zur Ledava unterhalb von Kalch und durch den Leinergraben weiter.

## Geschichte und Baulichkeiten
Ursprünglich markierte der Stein die Grenze des Herzogtum Steyer (Steiermark) zum Königreich Ungarn, die seit dem Mittelalter über die Kutschenitza/Kučnica/Kucsenyica zum Riedel zwischen Kapfenstein und Neuhaus lief.
Maria Theresia konnte ihre – als Frau nach der Pragmatischen Sanktion ihres Vaters Karl VI. legitimen, von den anderen Mächten Europas aber zuerst nicht anerkannten – Thronansprüche im Österreichischen Erbfolgekrieg 1740–1748 verteidigen. Danach begann sie eine umfassende Staatsreform, zu der auch eine Konsolidierung der Territorien ihrer Länder und Reiche gehörte. Dazu gehörte eine genaue Markierung der Grenzen der Kronländer. Der Stein hier wurde 1756 gesetzt, es ist ein behauener Kalksediment-Block. Ähnliche Steine der Zeit gibt es noch mehrere in der Gegend.

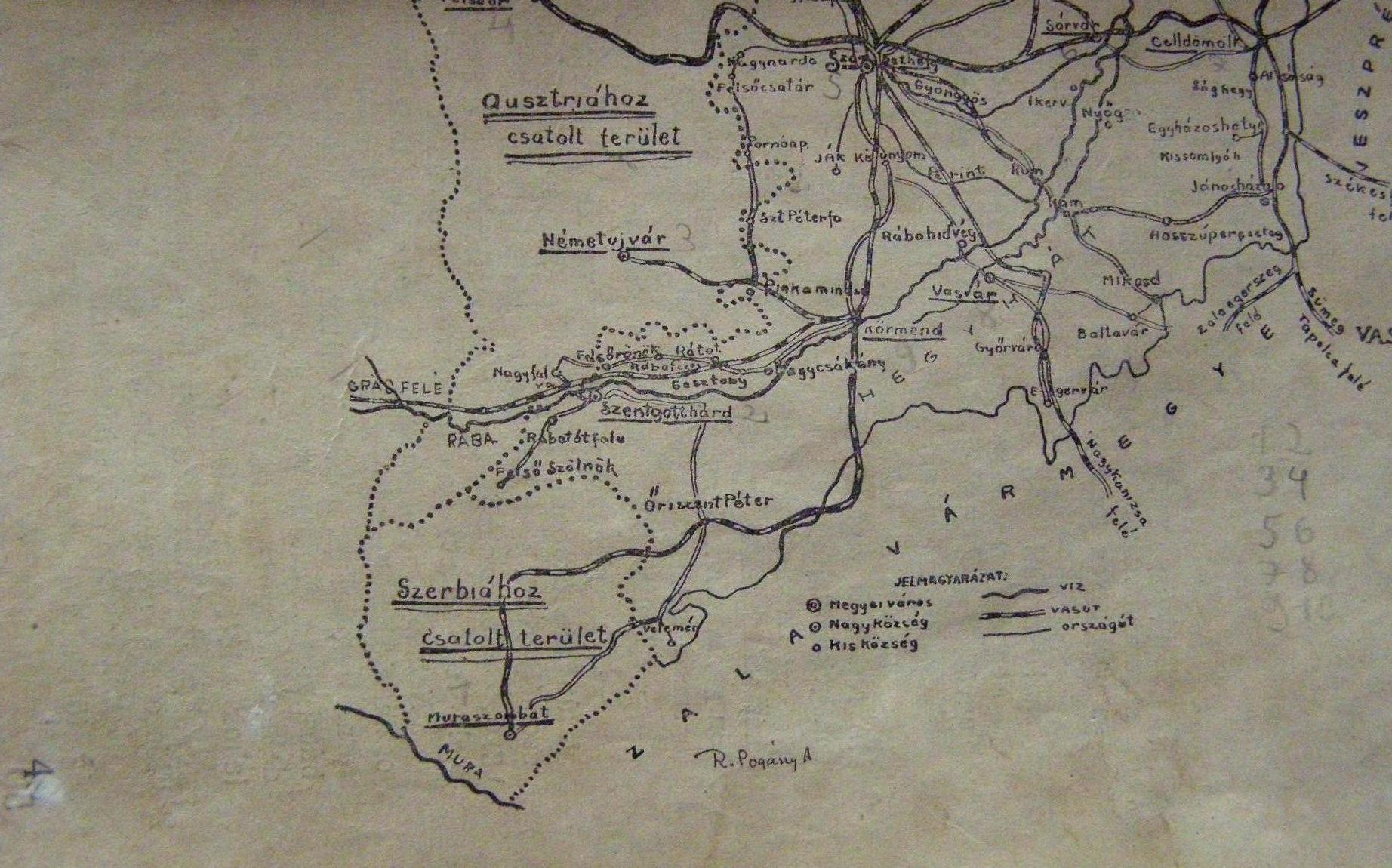
Bezirk St. Gotthard im Komitat Vas vor 1920 (Trianon); Mitte links gepunktelt die beiden Dreiländerecke

Mit dem Zerfall der Habsburgermonarchie und dem Vertrag von St. Germain 1919 kam das heutige Prekmurje von Ungarn an den SHS-Staat (nachmalig Jugoslawien). Der Stein Oe/RS II 1 ist entsprechend auf slowenischer Seite mit „St. Germain 10. sept 1919“ beschriftet.
Mit dem Vertrag von Trianon 1920 kam dann Deutsch-Westungarn an Österreich und bildete das heutige Burgenland. Dadurch verlagerte sich der Grenzpunkt der drei Staaten 10 Kilometer Richtung Nordosten auf den Tromejnikberg (Dreiländerecke bei Sankt Martin an der Raab).
Im Zuge des Zweiten Weltkriegs und folgenden Kalten Kriegs war auch die Grenze zwischen dem neutralen Österreich und dem an sich blockfreien Jugoslawien nicht frei überschreitbar. Erst nach dem Fall des Eisernen Vorhangs 1989, der Unabhängigkeit Sloweniens 1993 und jeweiligen EU-Beitritten (Österreich 1994, Slowenien 2004) wurde die Stätte, nachdem sie zwischenzeitlich EU-Außengrenze gewesen war, frei zugänglich.
Der Maria-Theresien-Stein wurde anfänglich wie auch andere Grenzsteine mit einer durchsichtigen, beschrifteten Tafel versehen, die, auf dem Boden liegend, eine Einfassung um den Stein bildete. In den 2000er Jahren erfolgte jedoch eine Umgestaltung: Die Umfassung wurde entfernt und die Informationen auf einer Tafel neben dem Stein untergebracht sowie eine Bank aufgestellt.
Hier verlaufen der Ostösterreichische Grenzlandweg (Österreichischer Weitwanderweg 07) sowie der Steirische Landesrundwanderweg (in Sichauf), und der lokale Themenweg Alte Grenze, der die vorhandenen theresianischen Steine verbindet.